# Khaled Abdul-Wahab
Khaled Abdul-Wahab, né le 11 avril 1911 et mort le 25 avril 1997, est un citoyen tunisien devenu la première personnalité arabe proposée pour le titre de Juste parmi les nations. Ce titre ne lui a finalement pas été attribué.

## Biographie
Fils unique de l'historien Hassan Hosni Abdelwaheb, Abdul-Wahab, rentre en Tunisie et s'installe dans la ferme familiale, située dans le hameau de Tlelsa à une trentaine de kilomètres à l'ouest de Mahdia, après des séjours à Paris et à New York, où il étudie l'art et l'architecture au début des années 1930,. Il est âgé de 32 ans lorsque les troupes du Troisième Reich occupent la Tunisie en novembre 1942.
Dès lors, en conformité avec la politique antisémite des Nazis, les quelque 100 000 Juifs du territoire sont sujets aux expropriations et au travail forcé : plus de 5 000 d'entre eux sont envoyés dans des camps de travail où 46 d'entre eux meurent ; 160 sont envoyés en France pour être acheminés vers les camps d'extermination.
Les familles Boukhris et Uzzan, expulsées de leurs domiciles respectifs par les occupants, trouvent refuge dans une huilerie désaffectée à l'extérieur de Mahdia. Abdul-Wahab apprend qu'un officier allemand souhaite ramener Odette Boukhris pour la faire travailler dans leur bordel. Son père étant proche de la famille Boukhris, il décide de conduire tout le groupe dans sa ferme, et l'installe à l'abri dans les écuries. Les 24 personnes, dont la moitié d'enfants, y passent quatre mois jusqu'à la fin de l'occupation en avril 1943,.
Selon Anny Boukris, la fille d'Odette Boukhris qui avait alors onze ans, les hommes du groupe ont continué de se rendre quotidiennement au travail forcé sous la supervision des occupants,. Ils pouvaient également se rendre tous les jeudis dans une ferme de Sidi Alouane pour préparer le shabbat avec le reste de la communauté de Mahdia. Edmée Masliah (née Uzzan) confirme néanmoins que les Allemands se rendaient régulièrement à la ferme pour procéder au comptage des Juifs présents, laissant entendre que les occupants connaissent leur cachette. Dans le même temps, toutes deux soulignent la gentillesse, la noblesse et la générosité de leur hôte.
Après l'indépendance, Abdul-Wahab sert comme conseiller au ministère du Tourisme et directeur de cabinet du ministre de l'Agriculture.

## Juste parmi les nations?
Robert Satloff (en), directeur du Washington Institute for Near East Policy, entame des recherches sur les Arabes ayant sauvé des Juifs de la Shoah. Il est alors informé du cas d'Abdul-Wahab par Anny Boukris, installée alors à Los Angeles, qui meurt quelques semaines après que Satloff ait enregistré son témoignage ; ce dernier se rend alors à Mahdia et confirme son récit.
Sélectionné pour le titre de Juste parmi les nations en janvier 2007, le dossier d'Abdul-Wahab est cependant rejeté en mars de la même année par la commission de Yad Vashem ; la nouvelle n'est toutefois rendue publique qu'en 2009. La justification du refus repose sur le fait que l'acte d'Abdul-Wahab n'était pas illégal et n'a pas constitué un danger immédiat pour sa vie,. En 2010, la demande est relancée avec deux nouveaux témoignages, mais à nouveau sans succès et ce pour les mêmes raisons.
Le premier Arabe à être reconnu Juste parmi les nations est finalement l'Égyptien Mohammed Helmy, à l'automne 2013. Plusieurs dizaines de musulmans ont reçu ce titre avant lui.

### Filmographie
- Le Maghreb sous la croix gammée, film de Bill Cran et Karin Davison, MacNeil/Lehrer Productions, Arlington, 2010.